# Annibale Gonzaga
Annibale Gonzaga, kníže z Bozzola (italsky Annibale Francesco Maria Gonzaga, principe di San Martino, Bozzolo e Sabionetta, marchese di Mantua, německy Hannibal Franz Maria Reichsfürst Gonzaga von Bozzolo) (1602 Bozzolo, Itálie– 2. srpna 1668 Vídeň) byl italský šlechtic, vojevůdce, dvořan a diplomat ve službách Habsburků. Vynikl na evropských bojištích za třicetileté války a proslul jako dlouholetý velitel města Vídně. Později zastával vysoké hodnosti u dvora, v roce 1658 byl povýšen na polního maršála a v roce 1663 získal titul říšského knížete. Svou kariéru završil ve funkci prezidenta Dvorské válečné rady (1665–1668).

## Životopis

Erb rodu Gonzagů

Pocházel z italské šlechtické rodiny Gonzaga vládnoucí v Mantově, patřil k vedlejší linii hrabat a vévodů ze Sabbionety. Narodil se jako nejmladší potomek do početné rodiny Ferranta (Ferdinanda) Gonzagy, markýze z Gazzuola (1550–1605), a jeho manželky Isabelly, rozené Gonzagové z Novellary (1576–1627). Jeho kmotrem byl strýc Annibale Francesco Gonzaga (1546–1620), biskup v Mantově. Po vzoru svých starších bratrů vstoupil do císařské armády, v roce 1631 byl jmenován také císařským komorníkem, jako důstojník se vyznamenal v bitvě u Lützenu (1632). Svou kariéru založil mimo jiné na vzdáleném příbuzenském vztahu k císařovně Eleonoře, manželce císaře Ferdinanda II. V roce 1634 byl již plukovníkem a bojoval ve vítězné bitvě u Nördlingenu. Z pověření Matyáše Gallase doručil zprávu o vítězství osobně do Vídně a v roce 1635 byl povýšen na generálního polního vachtmistra (respektive generálmajora).
V roce 1639 byl povýšen do hodnosti polního zbrojmistra a od roku 1640 byl velitelem Vídně, téhož roku byl také potvrzen v hodnosti komořího u nového císaře Ferdinanda III. Ve funkci městského velitele Vídně zůstal až do své smrti v roce 1668 a později zde inicioval budování barokního opevnění. Nadále se zúčastnil bojů třicetileté války, v roce 1642 byl jedním z velitelů v prohrané bitvě u Breitenfeldu. Později velel v Uhrách a měl účast také na diplomatických jednáních. Po třicetileté válce zastával především vysoké funkce u dvora. V letech 1651–1655 byl císařským nejvyšším štolbou, v roce 1654 obdržel titul tajného rady a byl také členem dvorské válečné rady. Od roku 1655 byl císařským nejvyšším komořím (v nepřítomnosti jej později zastupoval Jan Ferdinand Porcia). Vysoké postavení u dvora si uchoval i po smrti Ferdinanda III. a nový císař Leopold I. ve srovnání s jinými osobnostmi u dvora (Johann Weikhard von Auersperg) vyzdvihoval jeho osobní vlastnosti a charakter. V roce 1657 doprovázel císaře Leopolda I. na korunovační cestě do Frankfurtu a při pobytu v Praze obdržel Řád zlatého rouna. V roce 1658 byl jmenován polním maršálem a vrchním velitelem dělostřelectva. V těchto funkcích byl vyslán do Uher, kde měl čelit hrozbě nového protihabsburského povstání a další válce s Turky. Od roku 1662 byl nejvyšším hofmistrem ovdovělé císařovny Eleonory Magdaleny a svou kariéru nakonec završil ve funkci prezidenta Dvorské válečné rady (1665–1668), v níž nahradil knížete Lobkovice. Až do svého úmrtí si udržel značný vliv u dvora císaře Leopolda I., který mu mimo jiné udělil přednostní hlasovací právo v Tajné radě.
Zemřel ve Vídni 2. srpna 1668 ve věku 66 let a byl pohřben ve vídeňském františkánském kostele sv. Jeronýma.
Ve Vídni po něm byla v roce 1861 pojmenována ulice Gonzagagasse v 1. vídeňském okrese.

## Rodina
Byl dvakrát ženatý, poprvé se oženil s princeznou Hedvikou Marií Sasko-Lauenburskou (1597–1644), po ovdovění se jeho druhou manželkou stala uherská šlechtična hraběnka Barbora Csákyová (†1668). Z obou manželství měl osm dětí, z nichž sedm zemřelo v dětství, ze synů žil nejdéle druhorozený Ferdinand Karel (1636–1652). Dospělého věku se dožila jediná dcera Marie Isabela (1638–1702) provdaná později za hraběte Zikmunda Helfrieda z Ditrichštejna.
V roce 1651 získal inkolát v Dolním Rakousku a o dva roky později zde koupil panství se zámkem Freydeck.
Jeho starší bratr Luigi (1599–1660) dosáhl v císařské armádě hodnosti polního podmaršála a byl velitelem v Rábu. Další bratr Camillo (1600–1658) sloužil nejprve také v císařské armádě, později byl generálem armády Benátské republiky a velitelem v Dalmácii.